# (16709) Auratian
(16709) Auratian est un astéroïde de la ceinture principale.

## Description
(16709) Auratian est un astéroïde de la ceinture principale. Il fut découvert le 29 septembre 1995 à l'Observatoire Kleť par Jana Tichá. Il présente une orbite caractérisée par un demi-grand axe de 2,99 UA, une excentricité de 0,11 et une inclinaison de 0,7° par rapport à l'écliptique.

## Compléments